# بوب وايت
بوب وايت (بالإنجليزية: Bob White)‏ (11 أغسطس 1902 المملكة المتحدة - 1 يناير 1977) هو لاعب كرة قدم بريطاني سابق كان يلعب كمهاجم.